# 大分テレメッセージ
大分テレメッセージ（おおいたテレメッセージ）は、かつて1980年代後半から1990年代にかけて大分県をサービスエリアとしてポケットベルなどの事業を行っていた企業。

## 概要
当時はテレメの通称で知られ、1990年代中盤の爆発的なポケベル人気の中でNTTドコモと並んで加入者を急増させたが、その後ポケベル人気の中核をなしていた高校生から20代前半の若者らが携帯電話やPHSに急速に移行したことから基地局などの通信設備が過剰となり、その減価償却などに苦しむこととなった。

## 沿革
- 1986年12月16日 設立
- 1989年
  - 11月 免許申請[1]
  - 11月24日 第一種電気通信事業許可[2]
- 1990年4月1日 開業[1][3]
- 2000年9月12日 解散を臨時株主総会で決議[4]

## 通信端末
詳細はテレメッセージ内の通信端末を参照のこと。

## 宣伝活動など

### イメージキャラクター
佐藤藍子